# Vikingskipet
Das Vikingskipet (deutsch Wikingerschiff), eine der größten Eisschnelllaufhallen der Welt, liegt in der norwegischen Stadt Hamar, Provinz Innlandet, und wurde für die Olympischen Spiele in Lillehammer 1994 erbaut.
Fertiggestellt wurde sie 1992 und im Jahr darauf bestand sie die Generalprobe mit der Eisschnelllauf-Mehrkampfweltmeisterschaft der Herren. Den Namen hat sie aufgrund der von den Architektenbüros Biong & Biong und Niels Torp vorgeschlagenen Form eines umgestürzten Wikingerschiffs bekommen. Die freitragende Dachkonstruktion, ohne Tragpfeiler im Innenfeld, bietet einen uneingeschränkten Blick auf das Geschehen und ermöglicht eine vielseitige Nutzung des Innenraumes. In der Mehrzweckhalle finden neben internationalen Eisschnelllaufmeisterschaften auch Veranstaltungen in den Disziplinen Fußball, Bahnradsport, Track and Field, Curling, Motorsport und Skilanglauf statt, außerdem Ausstellungen und Messen.

## Technische Daten
Auf einer Grundfläche von 22.000 m² bietet die Halle 26.000 m² für Veranstaltungen. Das Gebäude ist 250 m lang, 110 m breit und erreicht eine Höhe von 36 m. Die 25.000 m² Dach ruhen auf 17 Brettschichtholzträgern, deren längster 96 m misst. Diese Träger sind bis zu 4 m hoch. Bis auf die beiden Kurven kann der ganze Boden der Innenfläche gekühlt werden. Das ermöglicht die gleichzeitige Nutzung von zwei Eishockeyfeldern oder eines Bandy-Spielfeldes.
Auf der Tribüne können bis zu 10.600 Personen Platz nehmen. Insgesamt ist die Halle für bis zu 20.000 Personen zugelassen (mit zusätzlicher Bestuhlung und Stehplätzen).

## Veranstaltungen

### Internationale Wettkämpfe
| Olympische Winterspiele           | 1994 |
| Einzelstreckenweltmeisterschaften | 1996 |
| Sprintweltmeisterschaft           | 1997, 2002, 2007 |
| Mehrkampfweltmeisterschaft        | 1993, 1999, 2004, 2009, 2013 |
| Mehrkampfeuropameisterschaft      | 1994, 2000, 2006, 2010 |
| Weltcup                           | 1993/94, 1994/95, 1996/97, 1997/98, 2000/01, 2001/02, 2002/03, 2003/04, 2004/05, 2007/08, 2009/10, 2010/11, 2011/12, 2012/13, 2013/14 |

### Andere große Sportveranstaltungen
- 1993: Bandy-Weltmeisterschaft 1993
- 1993: Bahn-Radweltmeisterschaften 1993
- 2006: Rallye Norwegen (Das Vikingskipet wurde als Servicehalle verwendet)

### Andere große Veranstaltungen
- 1994: Norwegian Military Tattoo
- seit 1996: The Gathering
- 2005: Andrea Bocelli (Konzert)
- 2007: Beyoncé (Konzert)
- 2008: Stevie Wonder (Konzert)

## Bahnrekorde
Das Vikingskipet zählt zu den schnellsten Eisschnelllaufbahnen der Welt.

### Frauen
| Strecke      | Athlet                                                   | Zeit     | Datum               | Wettkampf                        |
| ------------ | -------------------------------------------------------- | -------- | ------------------- | -------------------------------- |
| 0100 m       | Linda Olsen                                              | 0 11,15  | 3. November 2002    | Norwegian Cup                    |
| 0500 m       | Femke Kok                                                | 0 37,50  | 14. März 2025       | Einzelstrecken-WM 2025           |
| 01000 m      | Miho Takagi                                              | 01:14,75 | 15. März 2025       | Einzelstrecken-WM 2025           |
| 01500 m      | Ireen Wüst                                               | 01:54,65 | 25. Januar 2008     | Weltcup 2007/08                  |
| 03000 m      | Gunda Niemann-Stirnemann                                 | 04:00,26 | 17. Februar 2001    | Weltcup 2000/01                  |
| 05000 m      | Martina Sáblíková                                        | 06:50,07 | 21. November 2009   | Weltcup 2009/10                  |
| 10.000 m     | Trude Nielsen                                            | 17:14,70 | 17. Januar 1998     | ?                                |
| Team Pursuit | KanadaCindy Klassen Christine Nesbitt Brittany Schussler | 03.00,90 | 28. November 2010   | Weltcup 2010/11                  |
| Mehrkampf    | Athlet                                                   | Punkte   | Datum               | Wettkampf                        |
| 2 × 500 m    | Ida Njåtun                                               | 079,510  | 18. Oktober 2013    | Norwegische Meisterschaften 2014 |
| Sprint-MK    | Anni Friesinger                                          | 151,935  | 20.–21. Januar 2007 | Sprint-WM 2007                   |
| Mini-MK      | Sofie Karoline Haugen                                    | 166,058  | 7.–8. Dezember 2013 | Norwegian Cup                    |
| Kleiner MK   | Ireen Wüst                                               | 159,736  | 11.–12. Januar 2014 | Mehrkampf-EM 2014                |

Nicht oder nicht mehr im internationalen Wettkampf ausgetragen.
- Stand: 7. Februar 2014[2]
- Summe der auf 500 m heruntergebrochenen Einzelstrecken (500, 1000, 1500, 3000, 5000 Meter): 194,191 Pkt.

### Männer

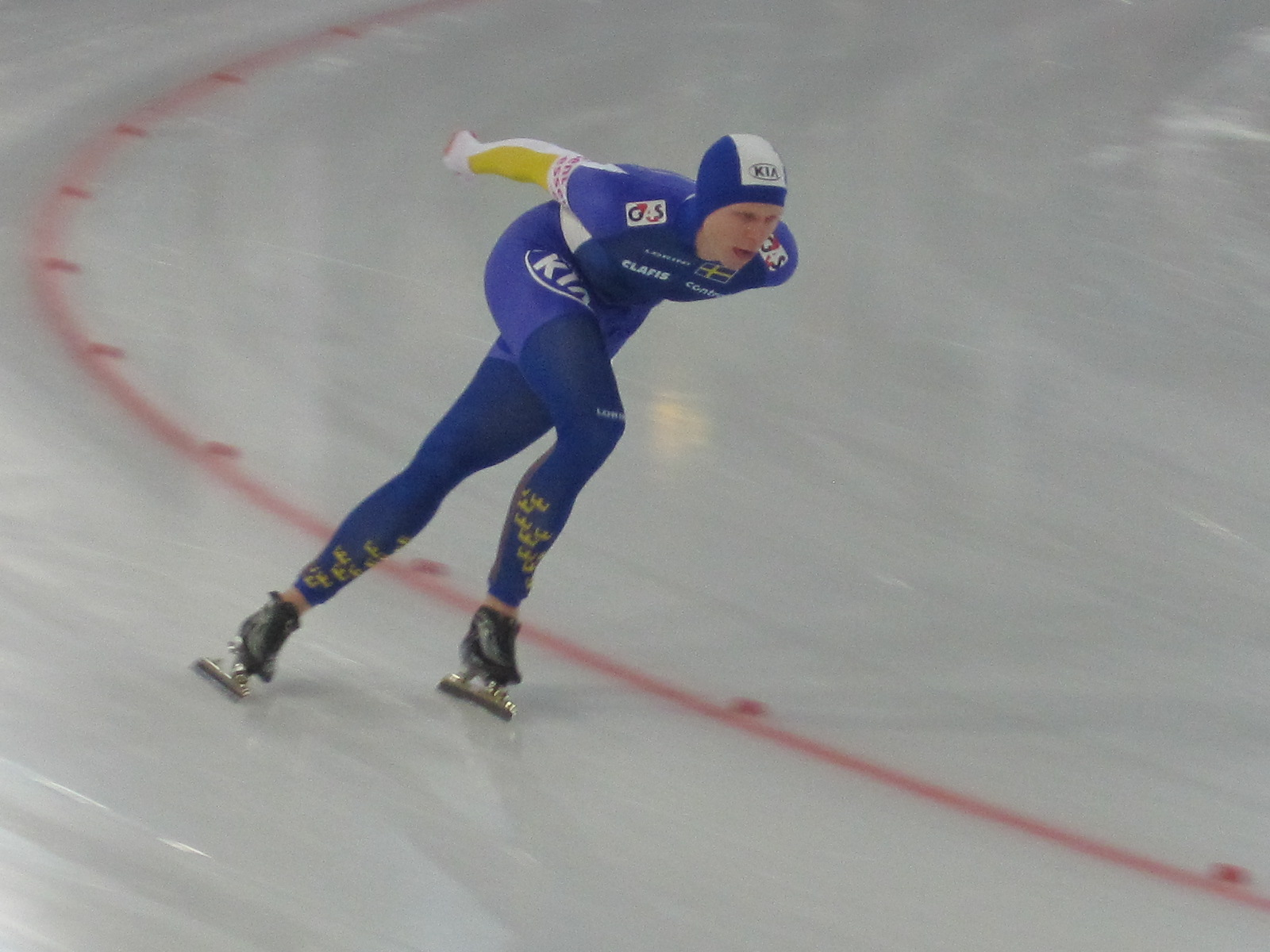
Joel Eriksson

| Strecke      | Athlet                                                       | Zeit     | Datum                | Wettkampf                        |
| ------------ | ------------------------------------------------------------ | -------- | -------------------- | -------------------------------- |
| 0100 m       | Pekka Koskela                                                | 0 9,78   | 6. November 2004     | Norwegian Cup                    |
| 0500 m       | Jenning de Boo                                               | 0 34,24  | 14. März 2025        | Einzelstrecken-WM 2025           |
| 01000 m      | Joep Wennemars                                               | 01:08,05 | 15. März 2025        | Einzelstrecken-WM 2025           |
| 01500 m      | Shani Davis                                                  | 01:44,27 | 21. November 2009    | Weltcup 2009/10                  |
| 03000 m      | Håvard Bøkko                                                 | 03:44,73 | 6. Oktober 2012      | Norwegian Cup                    |
| 05000 m      | Sven Kramer                                                  | 06:09,74 | 7. Februar 2009      | Mehrkampf-WM 2009                |
| 10.000 m     | Sven Kramer                                                  | 12:50,96 | 22. November 2009    | Weltcup 2009/10                  |
| Team Pursuit | Vereinigte StaatenTrevor Marsicano Jonathan Kuck Shani Davis | 03:43,58 | 27. November 2010    | Weltcup 2010/11                  |
| Mehrkampf    | Athlet                                                       | Punkte   | Datum                | Wettkampf                        |
| 2 × 500 m    | Christoffer Rukke                                            | 071,550  | 18. Oktober 2013     | Norwegische Meisterschaften 2014 |
| Sprint-MK    | Kyu-Hyeok Lee                                                | 138,775  | 20.–21. Januar 2007  | Sprint-WM 2007                   |
| Mini-MK      | Johan Röjler                                                 | 151,949  | 12.–13. Februar 2000 | ?                                |
| Kleiner MK   | Henrik Christiansen                                          | 153,721  | 3.–4. März 2007      | Norwegian Cup                    |
| Großer MK    | Sven Kramer                                                  | 147,567  | 7.–8. Februar 2009   | Mehrkampf-WM 2009                |

Nicht oder nicht mehr im internationalen Wettkampf ausgetragen.
- Stand: 7. Februar 2014[2]
- Summe der auf 500 m heruntergebrochenen Einzelstrecken (500, 1000, 1500, 5000, 10.000 Meter): 178,778 Pkt.

### Weltrekorde
- Liste der jüngsten fünf im Vikingskipet aufgestellten Weltrekorde im Eisschnelllauf.

| Nr.                                        | Disziplin     | Zeit / Punkte | Athlet                                                    | Datum              |
| ------------------------------------------ | ------------- | ------------- | --------------------------------------------------------- | ------------------ |
| 19                                         | Team (Frauen) | 3:05,49       | KanadaCindy Klassen, Clara Hughes, Kristina Groves        | 14. November 2004  |
| 18                                         | Team (Männer) | 3:48,56       | Vereinigte StaatenChad Hedrick, Derek Parra, KC Boutiette | 13. November 2004  |
| 17                                         | Großer MK     | 150,478       | Chad Hedrick                                              | 7.–8. Februar 2004 |
| 16                                         | 3000 Meter    | 4:00,26       | Gunda Niemann-Stirnemann                                  | 17. Februar 2001   |
| 15                                         | 5000 Meter    | 6:56,84       | Gunda Niemann-Stirnemann                                  | 16. Januar 2000    |
| Liste mit allen aufgestellten Weltrekorden |               |               |                                                           |                    |